# Nogarole Vicentino
Nogarole Vicentino (Nogarołe in veneto) è un comune italiano di 1 234 abitanti della provincia di Vicenza in Veneto, geograficamente situato sullo spartiacque tra la Valle del Chiampo e la Valle dell'Agno.

## Rilievi e corsi d'acqua
Le colline di Nogarole Vicentino fanno parte della Lessinia Vicentina, ultima propaggine del grande ventaglio dei monti Lessini. Sono costituiti dai coni ormai spenti di antichi vulcani, le cui colate laviche ricoprirono il basamento calcareo caratteristico della valle del Chiampo e della valle dell'Agno. Le altitudini maggiori vengono raggiunte dal Monte Faldo e dal Monte Croce del Bosco; caratteristiche sono anche le colline denominate Castellaro e Cavallaro (o Caverlero).
Il centro del paese sorge in una conca compresa proprio tra il Castellaro, il Monte Faldo e il Cavallaro. Dal Monte Faldo scendono numerosi piccoli corsi d'acqua, spesso in secca nella stagione asciutta. Di questi, tre confluiscono in un punto denominato "Tre Valli", dando origine al torrente Restena, corso d'acqua che dà il nome alla zona di Nogarole e alla frazione Restena di Arzignano, attraversata anch'essa dalla Restena.

## Prodotti tipici
Nella produzione agricola di Nogarole, tre prodotti hanno ottenuto la Denominazione Comunale d'origine (De.Co): la Patata del Faldo, i prodotti caseari del Monte Faldo ed il Miele della Valchiampo.

Degna di nota è pure la produzione di ciliegie. Esiste anche una piccola realtà di produzione di olio extravergine d'oliva biologico di elevata qualità che ha recentemente ricevuto dei riconoscimenti da parte di Slow Food e concorsi nazionali e internazionali.

## Manifestazioni ed eventi
Il 3 ed il 4 maggio del 2014 si è svolta la prima "Festa del Formaggio" dedicata proprio ai prodotti caseari  "De.Co Monte Faldo", con degustazione dei formaggi del caseificio di Nogarole e dei caseifici dei paesi vicini.
In occasione della "Festa del Formaggio" è stata organizzata la Caminada dei 7 capitei, una passeggiata lungo gli antichi sentieri di Nogarole attraverso le vallate del Chiampo e dell'Agno, che offre l'opportunità di vedere i secolari capitelli votivi e le contrade ricche di tracce del passato.

## Società

### Evoluzione demografica
Abitanti censiti

## Amministrazione
| Periodo | Periodo   | Primo cittadino         | Partito                           | Carica  | Note |
| ------- | --------- | ----------------------- | --------------------------------- | ------- | ---- |
| 1970    | 1995      | Luigi Vencato           | DC                                | Sindaco |      |
| 1995    | 2004      | Mario Negro Marcegaglia | lista civica                      | Sindaco |      |
| 2004    | 2009      | Giuseppe Zarantonello   | lista civica                      | Sindaco |      |
| 2009    | 2014      | Mario Negro Marcegaglia | lista civica (centrodestra)       | Sindaco |      |
| 2014    | in carica | Romina Bauce            | lista civica Insieme per Nogarole | Sindaco |      |

### Altre informazioni amministrative
La denominazione del comune fino al 1867 era Nogarole.